# Wilhelm Steinmann
Wilhelm Steinmann (Nuremberga, 15 de janeiro de 1912 — Ansbach, 1 de agosto de 1966) foi um piloto de caça alemão da Luftwaffe e recebeu a Cruz de Cavaleiro da Cruz de Ferro durante a Segunda Guerra Mundial. Participou de 234 missões de combate e foi creditado com 44 vitórias aéreas (21 na Frente do Mediterrâneo, 19 na Frente Ocidental e 4 na Frente Oriental).
Wilhelm Steinmann faleceu em Ansbach, Alemanha Ocidental, em 1 de agosto de 1966, aos 54 anos de idade.

## Carreira
Wilhelm Steinmann nasceu em 12 de janeiro de 1912 na cidade de Nuremberga, Alemanha. Sua carreira militar começou em 1936, quando ingressou na recém criada Luftwaffe, sendo designado para servir como piloto de bombardeiros Heinkel He 111. Como membro da Kampfgeschwader 53 (KG 53), Steinmann  teve seu batismo de fogo na invasão da Polônia, em setembro de 1939; combatendo a seguir na Blitzkrieg contra a França, Batalha da Grã-Bretanha e nos primeiros estágios da invasão da União Soviética.
No início de 1942, Steinmann solicitou transferência para a força de caças e, após um treinamento de conversão, foi transferido para o Stab do I./JG 27 (Gruppe I da Jagdgeschwader 27) em outubro de 1942. Baseada na frente do Canal da Mancha, Steinmann alcançou sua primeira vitória confirmada em 18 de maio de 1943, ao abater um Hawker Typhoon.
Contudo, esse início promissor foi bruscamente interrompido em 1 de junho, quando Steinmann abateu o Bf 109 G-6 do Gruppenkommandeur do I./JG 27, Hauptmann Erich Hohagen, que foi ferido no incidente. Como punição, Steinmann foi enviado para a Romênia, como membro do staff do Jagdfliegerführer Rumänien, mas, pouco depois, já estava de volta à frente de combate como membro do I./JG 4, unidade que atuava na defesa dos campos de petróleo romenos de Ploiești. Em 1 de agosto, Steinmann abateu três bombardeiros quadrimotores B-24 da 15.ª Força Aérea Americana, que executavam um ataque a baixa altitude em Ploiești.
Em 14 de setembro de 1943, o agora Hauptmann Steinmann foi nomeado Staffelkapitän do 1./JG 4, agora baseado na Itália. Durante um breve período, entre 23 de janeiro e 14 de fevereiro de 1944, ele atuou como Gruppenkommandeur do I./JG 4 em caráter temporário, até passar o comando para o ás Walter Hoeckner. Nesse teatro de operações, Steinmann acrescentaria outras 15 vitórias ao seu score pessoal: sua 10.ª vitória foi alcançada em 7 de fevereiro de 1944 (um Spitfire) e sua 15.ª em 3 de março de 1944, um bombardeiro B-25.
Condecorado com o Troféu de Honra da Luftwaffe em 1 de maio de 1944, Steinmann retornou ao comando do I./JG 4 em 26 de agosto com a morte de Hoeckner, quando a unidade estava atuando na Defesa do Reich. Steinmann alcançou a marca de 25 vitórias em 2 de outubro (sua vítima foi um P-51 Mustang) e, em 18 de dezembro, conseguiu derrubar um caça bimotor Mosquito da RAF sobre Roetgen, como 29.ª vitória. Em 1 de janeiro de 1945, Steinmann foi condecorado com a Cruz Germânica em Ouro.
Em março de 1945, Steinmann foi transferido para o III./EJG 2 (Gruppe III da Ergänzungs-Jagdgeschwader 2), unidade então equipada com o revolucionário caça à jato Messerschmitt Me 262. A bordo deste avião o agora Major Wilhelm Steinmann alcançou suas quatro últimas vitórias, recebendo a Cruz de Cavaleiro da Cruz de Ferro em 28 de março de 1945, quando somava 44 vitórias.
O término da guerra em 8 de maio de 1945 encontrou Steinmann servindo com a JV 44 (Jagdverband 44), sob comando do Generalleutnant Adolf Galland. À essa altura ele havia executado um total de 234 missões de combate, ao longo das quais alcançou a marca de 44 vitórias confirmadas (sendo 40 contra aliados ocidentais), entre as quais estão incluídos sete caças P-47 Thunderbolts e 11 P-51 Mustangs.

## Condecorações
- Cruz de Ferro (1939)
  - 2ª classe
  - 1ª classe
- Distintivo de Voo do Fronte da Luftwaffe em Ouro
- Troféu de Honra da Luftwaffe (1 de maio de 1944)[2]
- Cruz Germânica em Ouro (1 de janeiro de 1945)
- Cruz de Cavaleiro da Cruz de Ferro (28 de março de 1945) como Major da reserva e Gruppenkommandeur do I./JG 4[3][4]